# Альберт Готтфрід Дітріх
Альберт Готтфрід Дітріх (нім. Albert Gottfried Dietrich, 1795–1856) — німецький ботанік та міколог.
Дітріх був куратором Ботанічного саду Берліна та викладачем у школі садівництва Шенеберга.
Разом з Крістофом Фрідріхом Отто він був видавцем «Allgemeine Gartenzeitung».

## Окремі публікації
- Terminologie der phanerogamischen Pflanzen…, 1829 - Термінологія насінних рослин.
- Flora regni borussici : flora des Königreichs Preussen oder Abbildung und Beschreibung der in Preussen wildwachsenden Pflanzen[3].
- Allgemeine Naturgeschichte und specielle Zoologie für Pharmaceuten und Mediciner, 1842